# Beurré d'Angleterre
La Beurré d'Angleterre est une variété de poire.

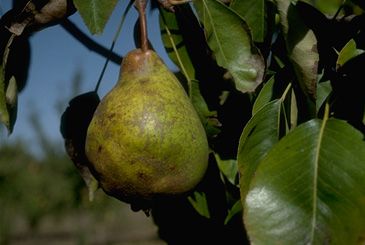
Beurré d'Angleterre.

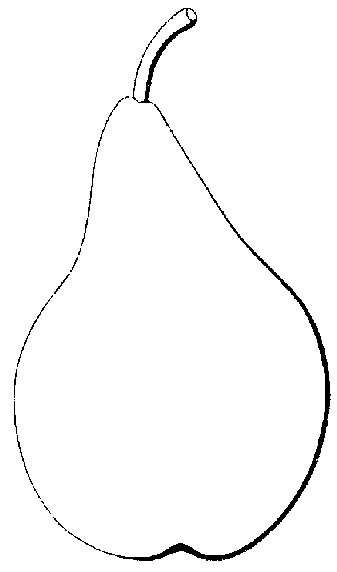
Beurré d'Angleterre.

## Synonymes
- Bec d'Oie.
- D'Amande.
- D'Angleterre.
- De Finois.
- Gisembert[1].

## Origine
Il s'agit d'une variété ancienne à l'origine inconnue.

## Arbre
L'arbre, spécial pour la culture sur tige, est greffé en tête sur franc où il est indemne de toute attaque de tavelure.
On en recommande la culture dans les terrains légers et substantiels à toutes les expositions, mais plus particulièrement à celle du levant.
Il est cultivé dans le nord et l'ouest de la France où ses produits sont recherchés pour la fabrication des confitures et le glaçage des fruits.
Fruit de commerce et d'industrie.

## Époque de floraison
Moyennement précoce.

## Pollinisateurs recommandés
- "Beurré Clairgeau"
- "Beurré Hardy"
- "Passe-crassane"
- "Bon-Chrétien Williams"

## Fruit
Le fruit est assez petit, presque moyen, régulier, s'amincissant presque régulièrement jusqu'à la pointe.
Son épiderme se révèle fin mais un peu rude, d'un vert jaunâtre, clair, semé de petits points bruns et nombreux, souvent avec des marbrures fauves.
Le pédicelle est plutôt grêle, de longueur variable, arqué, implanté sur la pointe, parfois déjeté de côté par un éperon.
L'œil est grand, ouvert, régulier, à sépales très courts, saillant dans une légère dépression.
La chair est blanche, un peu verdâtre sous la peau, fine, tendre, fondante, juteuse, sucrée, plus ou moins parfumée suivant les lieux et les saisons.
De qualité jugée très bonne ou assez bonne, très bonne cuite et en confiture.
Maturité naturelle

Septembre-octobre.
Conservation

Début novembre au fruitier ordinaire ; jusqu'en fin décembre en chambre froide à + 4 °C

## Observations
C'est dans un sol léger que les fruits acquièrent le maximum de qualité gustative.
En année de forte production, l'arboriculteur éclaircit pour tenter d'obtenir des fruits plus gros.